# Discovery One
Discovery One – fikcyjny amerykański statek kosmiczny, znany z cyklu książek i filmów Odyseja kosmiczna. 
Jest to olbrzymi, międzyplanetarny statek o napędzie jądrowym, sterowany przez sztuczną inteligencję - HAL 9000.
Discovery i jego pięcioosobowa załoga (z czego trzy osoby w stanie hibernacji) zostaje wysłany w kierunku Jowisza. Załoga nie domyśla się prawdziwego celu misji (zbadania sygnału, jaki wysłał w kierunku planety odkopany na Księżycu obcy monolit) ani tego, że sterujący statkiem komputer postanowił nie dopuścić do tego, by się tego mogli dowiedzieć. HAL zabija wszystkich członków załogi statku z wyjątkiem dowódcy, Davida Bowmana, któremu udaje się wyłączyć komputer.
Kiedy Discovery dolatuje do Jowisza, odkrywa drugi Monolit. David Bowman opuszcza statek w kapsule w celu jego zbadania i już nie wraca, przeszedłszy przez tzw. "Gwiezdną Bramę". Discovery krąży porzucony wokół jednego z księżyców Jowisza, Io przez następne 9 lat. 
Odnajduje go w końcu ekspedycja radzieckiego statku "Leonow", która przywraca statek i sterujący nim komputer do stanu używalności. Kiedy zaś wyprawa ostrzeżona przez Bowmana musi uciekać z rejonu Jowisza, Discovery zostaje wykorzystany jako rakieta pomocnicza dla "Leonowa", a po ponownym porzuceniu zniszczony, gdy Jowisz przeistacza się za sprawą tysięcy monolitów w miniaturową gwiazdę.